# Zilipuri
Zilipuri ist eine hethitische Haus- und Schutzgottheit, die über den Thron und Palast des Königs wacht. Die enge Beziehung zum Haus zeigt sich in der Bezeichnung „Zilipuri des Herdes“ und darin, dass die hethitische Königin Zilipuri in ihrem Schlafzimmer verehrte. Im überlieferten Bauritual für den Königspalast errichtet Zilipuri den Thron. Als Gottheit, die über den Palast wacht, zeigt Zilipuri Ähnlichkeit mit Šulinkatte und konnte im 13. Jahrhundert v. Chr. manchmal mit diesem identifiziert werden.
Zilipuri begleitete den Herrscher sowohl zu Lebzeiten als auch nach dem Tode und wurde in Ḫattuša im ḫešta-Haus der königlichen Ahnen verehrt und gehört deshalb zum Kreis der Totengottheit Lelwani. In Reinigungsritualen wurde Zilipuri zusammen mit der Sonnengöttin der Erde angerufen.
Im Königspalast lebte eine Gruppe, die Zilipurimänner (hethitisch zilipuriyatalleš) genannt wurde. Diese schliefen im Palast und wurden morgens beim Öffnen der Palasttore zu Appell gerufen. Ihre Funktion war eine kultische und sie vollzogen in hattischer Sprache magische Rituale im Umfeld des Königs, den sie zu diesem Zwecke auch begleiteten, wie beim nuntariyalla-Fest. Während des KI.LAM-Festes erhielten sie im ḫešta-Haus acht Schafe.